# Триуджо
Триу̀джо (на италиански: Triuggio, на западноломбардски: Triücc, Триюч) е градче и община в Северна Италия, провинция Монца и Брианца, регион Ломбардия. Разположено е на 231 m надморска височина. Населението на общината е 8537 души (към 2010 г.).
До 2004 г. общината е част от провинция Милано.